# Psárka luční
Psárka luční (Alopecurus pratensis) je vysoká, slabě trsnatá luční tráva, která je ceněna jako pícnina. Je jedním ze čtyř druhů rodu psárka rostoucích v České republice.

## Rozšíření
Původní areál výskytu je v Eurasii, téměř nepřerušovaně od Atlantiku přes celou Evropu, Malou a Střední Asii, oblast okolo Kavkazu, Sibiř až po Mongolsko, Čínu, Dálný východ a Japonsko. Druhotně byla rozšířena, převážně záměrně, do Severní i Jižní Ameriky, Austrálie i na Nový Zéland.
Nejčastěji vyrůstá na vlhkých loukách a pastvinách rozprostřených na hlubokých, převážně jílovitých úživných půdách, od nížin až po horské oblasti. Je dominantním druhem zaplavovaných aluviálních luk. Snáší bez problémů dlouho ležící sníh i velké mrazy, stejně jako vysoké letní teploty. Na našem území je zcela běžným druhem, nejčastěji se vyskytuje např. ve společenstvech svazů Deschampsion cespitosae.

## Taxonomie
Psárka luční je v České republice uváděna ve dvou poddruzích:
- psárka luční pravá (Alopecurus pratensis L. subsp. pratensis)
- psárka luční tmavá (Alopecurus pratensis L. subsp. pseudonigricans) O. Schwarz

Psárka luční tmavá, vyskytující se vzácně, se od nominátního poddruhu psárka luční pravá odlišuje načernalým květenstvím, které bývá dlouhé pouze 2 až 5 cm, delšími výběžky dosahujícími až 10 cm a růstem na suchých místech s plným sluncem.

## Popis

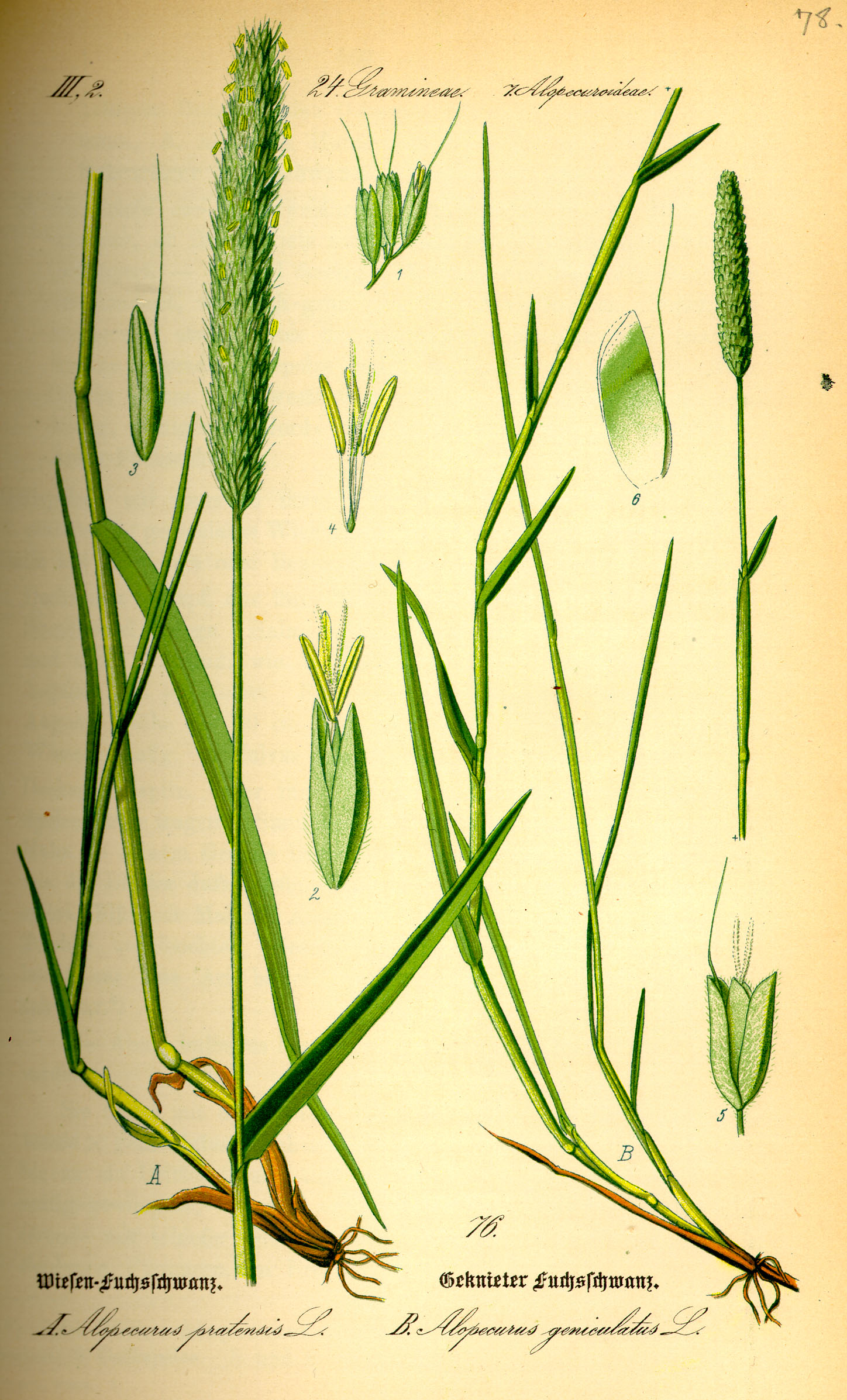
Psárka luční

Vytrvalá, sytě zelená nebo našedlá tráva s trsnatým nebo plazivým oddenkem s výběžky 2 až 4 cm dlouhými. Vyrůstají z něj 30 až 100, maximálně 120 cm vysoká stébla se 3 až 5 kolénky, jsou hladká, přímá a jen někdy v kolénkách prohnutá, bývají snadno poléhavá. Porostlá jsou oddálenými čárkovitými, plochými, lysými, na líci mírně drsnými listy dlouhými do 25 cm a širokými 0,5 až 1 cm. Pochvy mají otevřené, mírně nadmuté; jazýček může být až 0,5 cm dlouhý s rovným nebo zubatým okrajem, bez oušek. Vyrůstající listy jsou svinuté.
Květenství je hustý, válcovitý, na omak hebký, 3 až 10 cm dlouhý lichoklas (lata s podobou hustého klasu). Je tvořen jednokvětými, z boku smáčknutými, 4 až 6 mm dlouhými klásky vyrůstající po 3 až 6 na krátkých stopkách přiléhajících těsně ke středové ose. Plevy jsou kopinaté, špičaté, ve spodní třetině spolu srůstají a na hřbetním kýlu jsou huňaté. Plucha je vyvinutá jen spodní a objímá kvítek dokola, vespod je svými okraji srostlá, má tři zelené žilky a na hřbetní straně v dolní čtvrtině má vláskovitě měkkou zahnutou osinu 0,9 cm dlouhou, která z klásku ční ven. Plušky u tohoto druhu chybí. V kvítku se nacházejí tři tyčinky s prašníky velkými 2 až 3,5 mm, které mění postupně barvu od bělavé až fialové do barvy rezavě žluté. Kulový lysý semeník má na vrcholu tenkou čnělku rozvětvující se ve dvě nitkovité blizny vyčnívající z vrcholu klásku. Ploidie 2n = 28. Kvete v květnu až červnu, semena dozrávají v červnu až červenci.
Plodem je plochá, podlouhle vejčitá, osinatou pluchou i plevami obalená žlutavá obilka dlouhá 5 až 6 mm a široká 2 až 2,5 mm. V jednom gramu bývá 1300 obilek.
Podobá se bojínku lučnímu. Rozdíly mezi nimi uvedeny tam.

## Význam
Je to velmi výnosná tráva, která má vysokou výživnou hodnotu. Přidává se v malém množství do směsí pro obnovu vlhčích luk, při dostatku vláhy a živin v půdě vytlačuje ostatní druhy z porostu. Je velmi raná, přesto si udržuje poměrně dobrou kvalitu píce i v době kvetení.
V okrasném zahradnictví občas nacházejí uplatnění kultivary žlutozeleně zbarvené, které ve volné přírodě nerostou; množí se výhradně dělením oddenků. Pyl psárky luční je také významným alergenem.

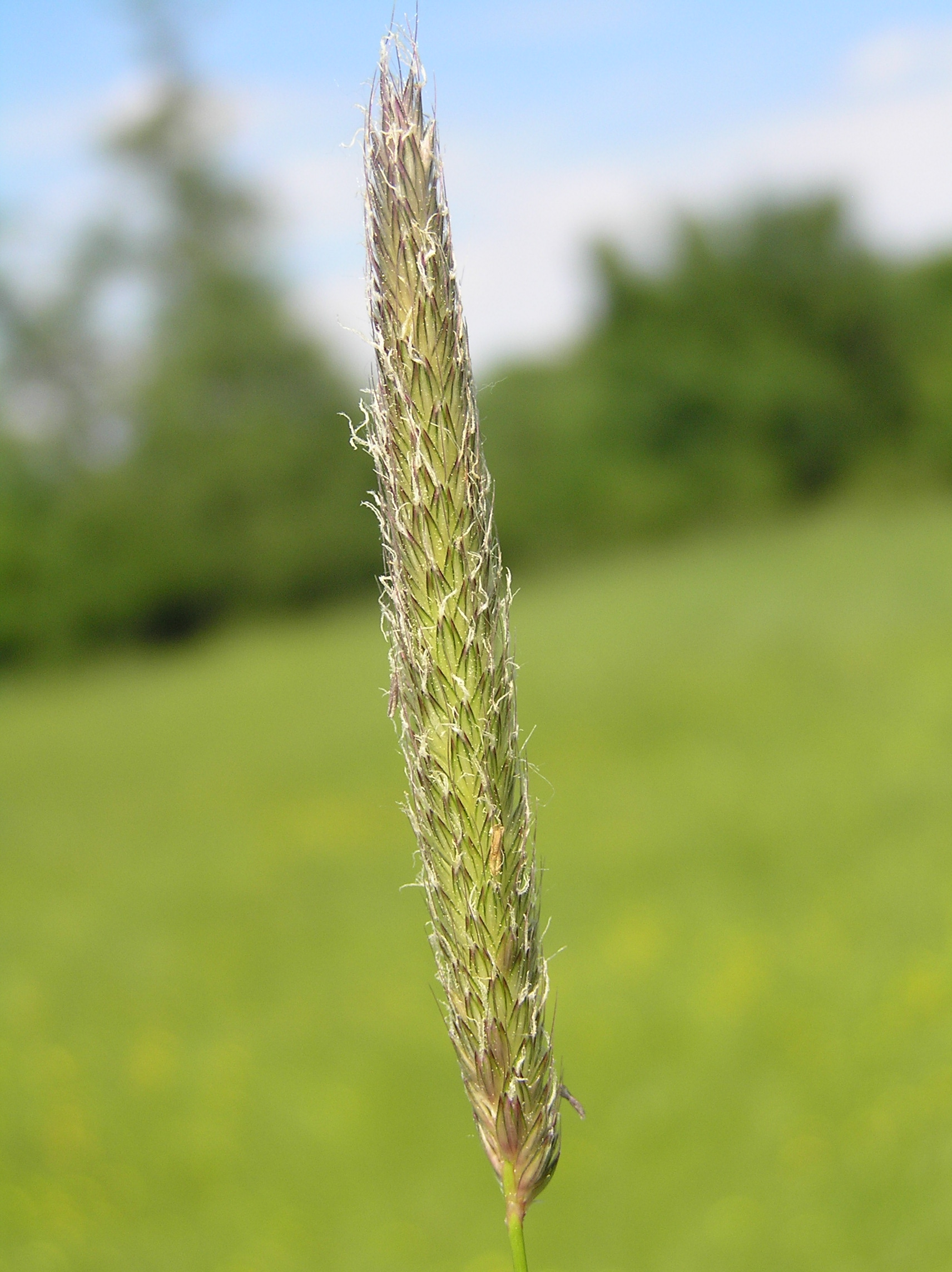
Před květem
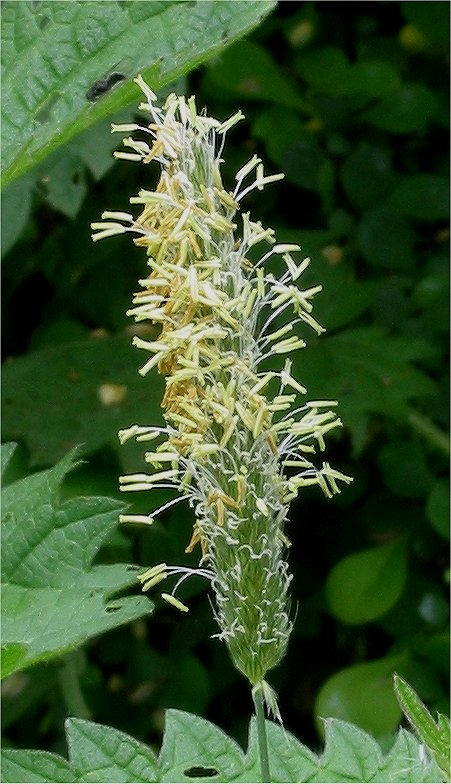
Za květu
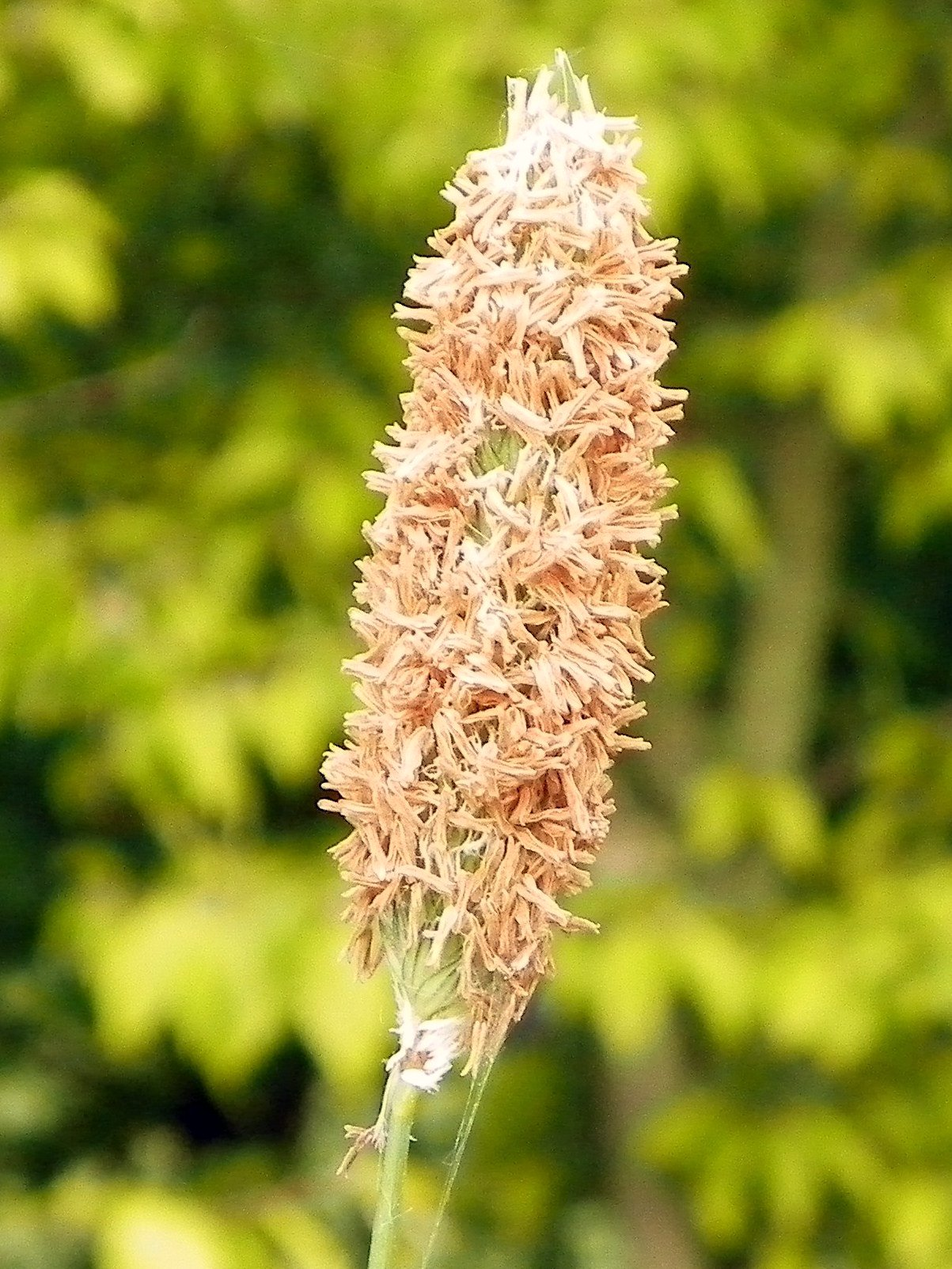
Po odkvětu